# Kōji Yakusho

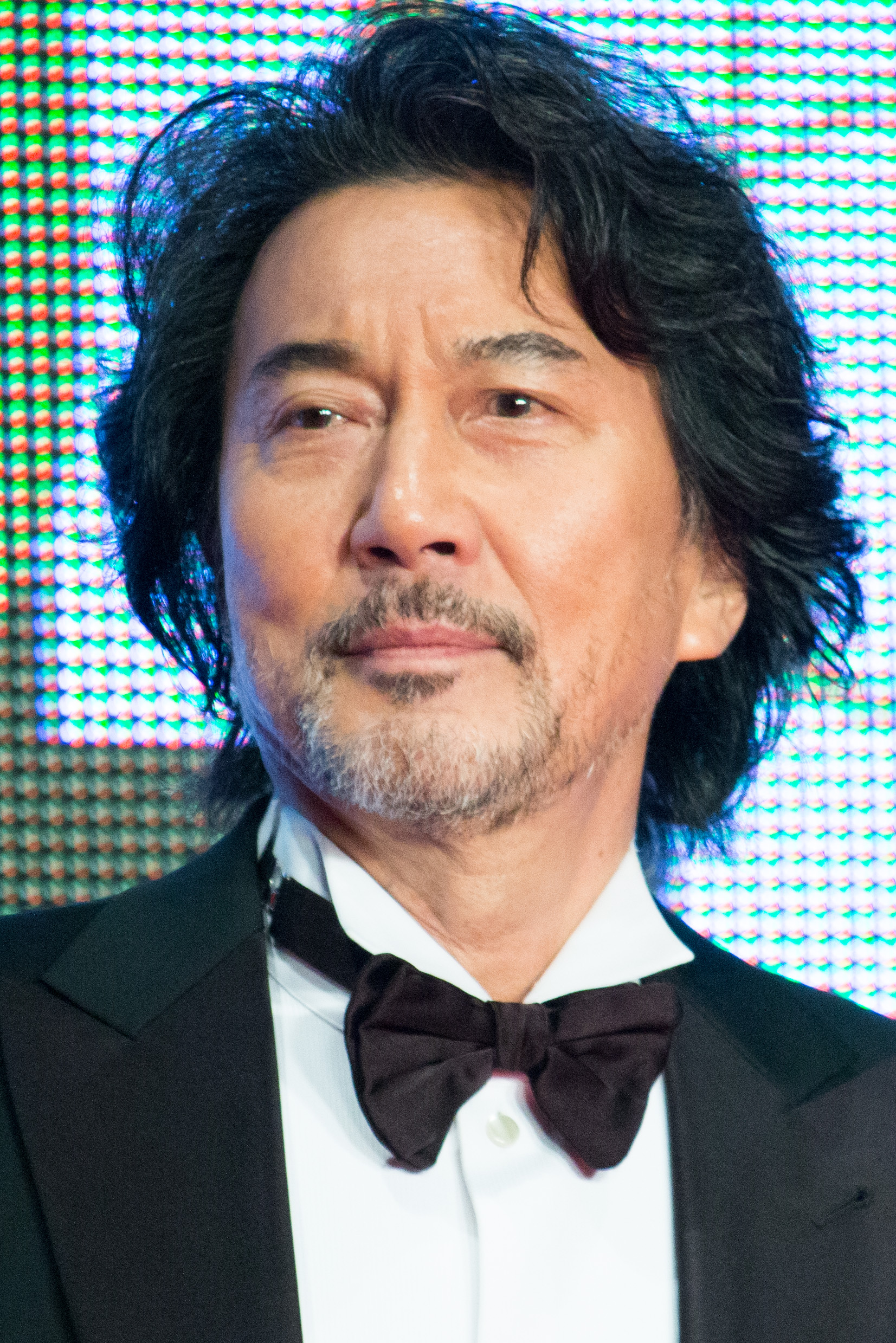
Kōji Yakusho beim Tokyo International Film Festival 2015

Kōji Yakusho (jap. 役所 広司, Yakusho Kōji; eigentlich 橋本 広司, Hashimoto Kōji; * 1. Januar 1956 in Isahaya, Nagasaki, Japan) ist ein japanischer Schauspieler. Er arbeitet für Kino, Theater und Fernsehen.

## Biografie

### Ausbildung und Eintritt ins Filmgeschäft
Kōji Yakusho wurde 1956 als jüngster von fünf Brüdern als Kōji Hashimoto in Isahaya geboren. Nach Abschluss der Oberschule für Technologie der Präfektur Nagasaki im Jahr 1974 begann er, für das Gemeindeamt des Stadtbezirkes Chiyoda in Tokio (jap. Chiyoda-ku Yakusho) zu arbeiten. Seinen Künstlernamen entnahm er dieser Arbeitsstelle.
Als er 1976 eine Aufführung von Maxim Gorkis Theaterstück Die Kleinbürger sah, beschloss er, Schauspieler zu werden. Im Frühjahr 1978 sprach er beim Mumeijuku-Schauspielstudio, das der Schauspieler Tatsuya Nakadai leitete, vor und wurde eingestellt. Dort traf er die Schauspielerin Kawatsu Saeko, die er 1982 heiratete und die 1985 den gemeinsamen Sohn gebar.
Bekannt wurde Yakusho durch diverse Rollen in Fernsehserien. Im 1983 von NHK produzierten Fernsehdrama Tokugawa Ieyasu verkörperte er den Kriegsherren Oda Nobunaga (1534–1582), den Samurai Miyamoto Musashi (1584–1645) spielte er von 1984 bis 1985 in einer gleichnamigen Fernsehserie.

### Erste Erfolge und Durchbruch
In der Komödie Tampopo (1985), deren eigentliche Handlung das Bekanntmachen eines Nudelsuppenrestaurants ist, hatte er die Rolle des weißgekleideten Yakuza. Seine zweite größere Spielfilmrolle hatte er in der sowjetisch-japanischen Koproduktion Der weiße Wolf aus dem Jahr 1990, für die er erstmals für den Japanese Academy Award nominiert wurde. Dabei musste er sich allerdings Ittoku Kishibe geschlagen geben, der für den in Cannes mit dem Großen Preis der Jury prämierten Film Stachel des Todes ausgezeichnet wurde.
Der endgültige Durchbruch in Japan gelang ihm in den Jahren 1996 bis 1997. In Masayuki Suos Tanzfilm Shall we dance? (1996) spielte er Shohei Sugiyama. Der Film war in Japan sowohl bei Filmpreisen als auch an den Kinokassen sehr erfolgreich und löste einen Tanzboom aus. Später entstand in den USA unter dem Titel Darf ich bitten? ein Remake des Films, in dem Richard Gere seine ursprüngliche Rolle spielte. Für seine Rolle in Shall We Dance? gewann Kōji Yakusho unter anderem den Japanese Academy Award, den Blue Ribbon Award, den Kinema Junpo Award und den Hochi Film Award. Neben Hauptrollen in Tatsuoki Hosonos Shabu gokudo (1996) und Yoshimitsu Moritas Shitsuraken (1997) war er der Hauptdarsteller in Shōhei Imamuras Melodram Der Aal, das 1997 die Goldene Palme bei den Filmfestspielen von Cannes gewann. Für Shitsuraken und Der Aal gewann der Schauspieler seinen zweiten Japanese Academy Award, für den er zwischen 1999 und 2005 noch sechsmal nominiert war.
Einen weiteren Erfolg hatte er mit dem Thriller Cure, für den er auf dem Tokyo International Film Festival 1997 als Bester Darsteller ausgezeichnet wurde. Mit dem Regisseur von Kyua, Kiyoshi Kurosawa, arbeitete er in den folgenden Jahren noch mehrmals – unter anderem bei Kōrei (2000) und Doppelgänger (2003) – zusammen („Die Personen in Kiyoshi Kurosawas Filmen sehen nie aus, als würden sie genug Schlaf bekommen.“ – The New York Times). Die zweite Zusammenarbeit mit Regisseur Shōhei Imamura erfolgte 2001 mit dem Film Wasserspiele, wo er einen arbeitslosen Sarariman, der auf der Suche nach einem Schatz eine merkwürdige Frau trifft, darstellt.

### Projekte im Ausland
2005 hatte Kōji Yakusho eine Nebenrolle im US-amerikanischen Liebesdrama Die Geisha, wo Zhang Ziyi und Ken Watanabe die Hauptrollen übernahmen. Der Film, der auf dem gleichnamigen Roman von Arthur Golden basiert, gewann drei Oscars und spielte weltweit über 157 Millionen US-Dollar ein. Sein zweiter US-amerikanischer Film war Alejandro González Iñárritus Film Babel, der im Mai 2006 bei den Filmfestspielen von Cannes seine Premiere feierte. In Babel spielte er unter anderem neben Brad Pitt, Cate Blanchett und Gael García Bernal. Er verkörpert in dem Film Yasujiro, den Vater der gehörlosen Jugendlichen Chieko (gespielt von Rinko Kikuchi), der seine Tätigkeit als Großwildjäger aufgab und sein Gewehr seinem ehemaligen, marokkanischen Jagdführer schenkte.
Im Jahr 2023 gewann er für seine Hauptrolle in Wim Wenders’ Spielfilm Perfect Days den Darstellerpreis des 76. Filmfestivals von Cannes.

## Filmografie
| - 1979: Yami no karyudo - 1982: Himeyuri no tō - 1982: Tono monogatari - 1983: Tokugawa Ieyasu (Fernsehserie) - 1984: Godzilla – Die Rückkehr des Monsters - 1984–1985: Miyamoto Musashi (Fernsehserie) - 1985: Tampopo - 1987: Onna sakasemasu - 1990: Takeda Shingen (Fernsehserie) - 1990: Der weiße Wolf (Orora no shita de) - 1992: Goodbye: Watashi ga koroshita Dazai Osamu (Fernsehfilm) - 1993: Gurenbana - 1995: Kamikaze takushī - 1996: Shall we dance? (Shall we dansu?) - 1996: Der schlafende Mann (Nemuru otoko) - 1996: Shabu gokudo - 1997: Shitsurakuen - 1997: Der Aal (Unagi) - 1997: Otona no otoko (Fernsehserie) - 1997: Baunsu ko gaurusu - 1997: Cure (Kyua) - 1998: Kizuna - 1998: Als Mensch zugelassen (Ningen gokaku) - 1998: Tadon to chikuwa - 1999: Karisuma - 1999: Kin'yū fushoku rettō: Jubaku - 2000: Dora-heita | - 2000: Eureka - 2000: Kōrei - 2001: Pulse (Kairo) - 2001: Wasserspiele (Akai hashi no shita no nurui mizu) - 2002: Totsunyūseyo! Asama sansō jiken - 2003: Doppelgänger (Dopperugengā) - 2004: Yudan taiteki - 2004: Reikusaido mada kesu - 2004: Warai no daigaku - 2005: Lorelei I-507 - Deutsche Wunderwaffe im Pazifik (Rôrerai) - 2005: Die Geisha (Memoirs of a Geisha) - 2006: The Uchōten Hotel - 2006: Babel - 2007: Soredemo boku wa yattenai - 2007: Zō no senaka - 2007: Seide - 2010: 13 Assassins - 2010: Saigo no Chūshingura - 2011: Rengō Kantai Shirei Chōkan Yamamoto Isoroku - 2012: Kitsutsuki to Ame - 2012: Waga Haha no Ki - 2012: Tsui no Shintaku - 2013: Kiyosu Kaigi - 2014: The World of Kanako - 2015: Higurashi no Ki - 2015: Nihon no Ichiban Nagai Natsu - 2023: Perfect Days |